# 分散式賬本
分散式賬本，又稱共享賬本（英語：shared ledger）、分散式賬本技術（Distributed ledger Technology，缩写作 DLT）是一個於多站點、多國家或多家機構所組成的網絡上進行電子數據複製﹑共享及同步的同識，當中並不存在中央管理員或集中的数据存储。
對等網路與共識機制確保了跨節點間的數據複製。區塊鏈系統是分散式賬本的一種，該系統可以是公共或私人的。

## 原理
分散式賬本的数据库分佈於對等網路的節點(設備)上，當中每個節點都複製及儲存與賬本完全相同的複本。
分散式賬本的主要優點是不存在中央權威。當一個賬本出現更新，每個節點都將執行一筆新交易，然後所有節點以共識機制投票決定哪一個複本是正確的。一旦達成共識，所有其他節點都會按照正確複本的數據進行更新。
賬本透過加密密鑰與數位簽名而控制其安全性。

## 应用
2016年，一些银行對分散式賬本支付進行測試 ，探討投資分散式賬本是否有助於其業務。建立於區塊鏈上的加密貨幣是分散式賬本的實際應用，比較知名的有比特幣、以太坊、EOS等，一些商戶亦開始考慮是否接受加密貨幣支付。

## 类型
分散式賬本可以是有權限或不設權限的，分別在於任何人或只有被許可的人可以去運行節點並驗證交易。賬本的共識算法亦有不同，例如工作量証明﹑持有量証明﹑代理持有量証明等。此外，賬本亦可能是可挖礦（節點的工作貢獻者可以取得新貨幣）或不可挖礦（加密貨幣的創造者從一開始持有全部貨幣）的。

## 外部連結
- The Difference Between Blockchain and Distributed Ledger Technology （页面存档备份，存于）
- Blockchain vs. Distributed Ledger Technology （页面存档备份，存于）

## 参見
- Hyperledger
- 區塊鏈
- 智能合約